# Vittorio Bachelet
Vittorio Bachelet (AFI: /baʃʃeˈlɛ/; Roma, 20 febbraio 1926 – Roma, 12 febbraio 1980) è stato un giurista e politico italiano.
Docente universitario, fu anche dirigente dell'Azione Cattolica ed esponente democristiano, nonché vicepresidente del Consiglio superiore della magistratura. Nel 1980 fu assassinato dalle Brigate Rosse in un agguato a "La Sapienza".

## Biografia

### Primi anni e formazione
Era l'ultimo dei nove figli di Giovanni, ufficiale dell'esercito, e di Maria Bosio, torinesi di origini francesi. Nel 1934, ancora bambino, si iscrive all'Azione Cattolica presso il circolo parrocchiale di S. Antonio di Savena di Bologna, dove allora vive la sua famiglia. Segue il padre, tenente generale del genio, a Roma negli anni della seconda guerra mondiale; qui frequenta assiduamente la Congregazione del Cardinal Massimi.
Dopo la maturità classica presso il liceo Tasso, si iscrive nel 1943 alla facoltà di giurisprudenza e inizia la militanza nella FUCI, sia nella sezione romana sia nel centro nazionale, dove presto diventa condirettore di Ricerca, il periodico della federazione universitaria. In realtà, inizierà a frequentare assiduamente le lezioni solo l'anno successivo, a causa della caduta del governo Mussolini. Il 24 novembre 1947 si laurea, con una tesi in diritto del lavoro su I rapporti fra lo Stato e le organizzazioni sindacali (votazione 110/110 e lode), di cui è relatore Lionello Levi Sandri.

### Attività accademica ed editoriale
Nell'anno accademico 1947-48 è assistente volontario presso la cattedra di diritto amministrativo della Sapienza e svolge attività di ricerca con il prof. Zanobini. Intanto, diviene redattore capo della rivista di studi politici Civitas, diretta da Paolo Emilio Taviani, della quale nel 1959 diviene vicedirettore, e ottiene diversi incarichi presso il CIR (Comitato Interministeriale per la Ricostruzione, l'attuale CIPESS) e la Cassa del Mezzogiorno. Il 26 giugno 1951 si sposa con Maria Teresa (Miesi) de Januario. Il 13 aprile 1952 nasce la figlia Maria Grazia. Tre anni dopo, il 3 maggio 1955, nasce il figlio Giovanni Battista.
Nel 1957 pubblica un volume sull'attività di coordinamento nell'amministrazione pubblica dell'economia (vedi bibliografia), rimasto punto di riferimento nella legislazione nazionale e comunitaria. Ottiene la libera docenza in diritto amministrativo e in istituzioni di diritto pubblico, iniziando la sua carriera di professore universitario: dapprima è docente di diritto amministrativo presso la scuola di applicazione della Guardia di Finanza (1956-1959) e professore incaricato di diritto amministrativo nella Facoltà di Giurisprudenza dell'Università degli Studi di Pavia (1958-1961), poi presso la facoltà di scienze politiche dell'Università degli Studi di Trieste e, dal 1974, professore ordinario di diritto pubblico dell'economia presso la facoltà di scienze politiche dell'Università "La Sapienza" di Roma. Nel 1977 divenne ordinario di Diritto amministrativo nella stessa facoltà.
In questo periodo (1962, vedi bibliografia) pubblica anche un'opera sul rapporto fra disciplina militare e ordinamento statale alla luce della Costituzione, che parecchi anni dopo rappresenterà un contributo rilevante alla riforma dell'ordinamento militare, e un ampio saggio su costituzione e amministrazione: per Bachelet, l'entrata in vigore della Costituzione ha aperto "una fase nuova anche nel nostro sistema di giustizia amministrativa" (1966, vedi bibliografia).

### La militanza nell'Azione cattolica Italiana
Non abbandona mai la militanza nell'Azione Cattolica e ne diviene uno dei principali dirigenti nazionali. Nel 1959 papa Giovanni XXIII lo nomina vicepresidente nazionale e, il 6 giugno 1964, papa Paolo VI lo nomina presidente generale per la prima volta: verrà riconfermato anche per i due mandati successivi, fino al 1973; per l'ultimo mandato è però eletto dal consiglio nazionale e non più nominato dal Papa, secondo il nuovo statuto incoraggiato proprio da Paolo VI e approvato nel 1969.
La missione che gli hanno affidato i due Papi è rinnovare l'Azione Cattolica per attuare il Concilio, come recita il titolo di un suo libro del 1966 (vedi bibliografia). La svolge democratizzando la vita interna dell'associazione, accompagnando la riforma della liturgia successiva al Concilio, promuovendo una nuova corresponsabilità dei laici nella vita della Chiesa, guidando l'associazione verso un progressivo distacco dall'impegno politico diretto. Dal 1976 ricopre anche la carica di vicepresidente del Pontificio consiglio per la famiglia, del Pontificio consiglio della giustizia e della pace e del Comitato italiano per la famiglia.

### L'attività politica e l'attentato
Iscritto alla Democrazia Cristiana, amico e ammiratore di Aldo Moro, dopo le elezioni amministrative del giugno 1976 viene eletto consigliere comunale a Roma; il 21 dicembre dello stesso anno viene anche eletto vicepresidente del Consiglio superiore della magistratura, del quale fa parte come membro "laico", cioè eletto dal Parlamento in seduta comune con un'amplissima maggioranza costituita praticamente da tutte le forze che componevano il cosiddetto "arco costituzionale".
Il 12 febbraio 1980, al termine di una lezione, mentre conversa con la sua assistente Rosy Bindi, viene assassinato da un nucleo armato delle Brigate Rosse, sul mezzanino della scalinata che porta alle aule professori della facoltà di scienze politiche de "La Sapienza", colpito con sette proiettili calibro 32 Winchester; a sparare furono prima Anna Laura Braghetti e poi Bruno Seghetti.
Il 16 aprile del 2024 il Consiglio superiore della magistratura ha intitolato a lui il Palazzo dei Marescialli, sede del CSM.
Due giorni dopo se ne celebrano i funerali nella chiesa di San Roberto Bellarmino di Roma. Riposa nella tomba di famiglia nel cimitero Flaminio. Uno dei due figli, Giovanni, all'epoca venticinquenne, durante la preghiera dei fedeli, pronuncia queste parole:
Vogliamo pregare anche per quelli che hanno colpito il mio papà perché, senza nulla togliere alla giustizia che deve trionfare, sulle nostre bocche ci sia sempre il perdono e mai la vendetta, sempre la vita e mai la richiesta della morte degli altri.»

### Vita privata
Il 26 giugno 1951 sposa Maria Teresa De Januario, la cui famiglia proveniva da Orsogna, con cui avrà due figli: Maria Grazia (13 aprile 1952) e Giovanni (3 maggio 1955).
Dopo la morte, l'amministrazione comunale di Orsogna ha dedicato a Bachelet la scuola elementare.

## Istituto Vittorio Bachelet
Nasce in seno all'Azione Cattolica nel 1988 per la formazione dei laici in campo politico e sociale. Essa propone convegni, seminari e sussidi. Come scrisse lo stesso Bachelet:
(Tre codici sociali, articolo apparso sulla rivista “Studium”, dicembre 1952)
Si avvale di un comitato direttivo, un consiglio scientifico e un comitato esecutivo. L'istituto ha istituito premi per tesi di laurea sullo sviluppo e la riforma delle istituzioni democratiche, la partecipazione e la cittadinanza attiva.

## Opere
- L'attività di coordinamento nell'amministrazione pubblica dell'economia. Giuffrè Editore, Milano 1957.
- Disciplina militare e ordinamento giuridico statale. Giuffrè Editore, Milano 1962.
- Rinnovare l'Azione Cattolica per attuare il Concilio. AVE (Anonima Veritas Editrice), 1966.
- La giustizia amministrativa nella Costituzione italiana. Giuffrè Editore, Milano 1966.
- L'attività tecnica della Pubblica Amministrazione. Giuffrè Editore, Milano 1967.
- Il nuovo cammino dell'Azione Cattolica. AVE (Anonima Veritas Editrice), Roma 1973.
- Lettere (1964-1973). Curato da Mario Casella, AVE (Anonima Veritas Editrice), collana Presenza pastorale, 2008.
- Discorsi (1964-1973), a cura di M. Casella, AVE, Roma 1980.
- Scritti ecclesiali. Curato da Matteo Trufelli, AVE (Anonima Veritas Editrice), collana Polis, 2005.
- Scritti civili. Curato da Matteo Trufelli, AVE (Anonima Veritas Editrice), collana Polis, 2005.
- La responsabilità della politica. Scritti politici. Curato da R. Bindi e P. Nepi, AVE (Anonima Veritas Editrice), 1992.
- Costituzione e amministrazione. Scritti giuridici. Curato da G. Marongiu e C. Riviello, AVE (Anonima Veritas Editrice), 1992.
- Il servizio è gioia. Scritti associativi ed ecclesiali. Curato da M. Casella, AVE (Anonima Veritas Editrice), 1992.
- Gli ideali che non tramontano mai. Scritti giovanili. Curato da A. Bachelet e P. Bachelet, AVE (Anonima Veritas Editrice), 1992.